# Avalancha de Bello de 2025
La avalancha de Bello fue un deslizamiento de tierra ocurrido el 24 de junio de 2025 en la vereda Granizal en la jurisdicción de Bello, Antioquia, Colombia; en el que murieron al menos 25 personas y seis están desaparecidas en su reciente balance de emergencias.

## Acontecimientos
La avalancha se originó por las recientes lluvias que cayeron en el municipio, al menos cuatro barrios de la vereda Granizal de Bello y un barrio de Medellín la cual hace la línea territorial, fueron arrasados por la cantidad de tierra que se desprendió en la alta montaña, en su curso se descargó materiales en la Quebrada La Negra que llegó a los barrios mencionados.
Inicialmente la avalancha dejó 11 muertos y 15 desparecidos que fueron entregados por la Unidad de Gestión del Riesgo de Desastres seccional Antioquia, con el pasar de las horas posteriores del alud se están recuperado cuerpos y sobrevivientes incluido un bebé de seis meses.
Se ordenó la masiva evacuación al menos 900 personas que fueron llevados en albergues temporales y destrucción de 45 casas en la zona del desastre. Los alcaldes de Bello y Medellín decretaron zona de calamidad publica que se activo las ayudas para los damnificados de la avalancha.